# Ouarzazate
Ouarzazate (aus dem Taschelhit ⵡⴰⵔⵣⴰⵣⴰⵜ Warzazat; arabisch ورزازات, DMG Warzāzāt) ist die knapp 80.000 Einwohner zählende Hauptstadt der gleichnamigen Provinz in der Region Drâa-Tafilalet im Süden Marokkos.

## Geographie

### Lage

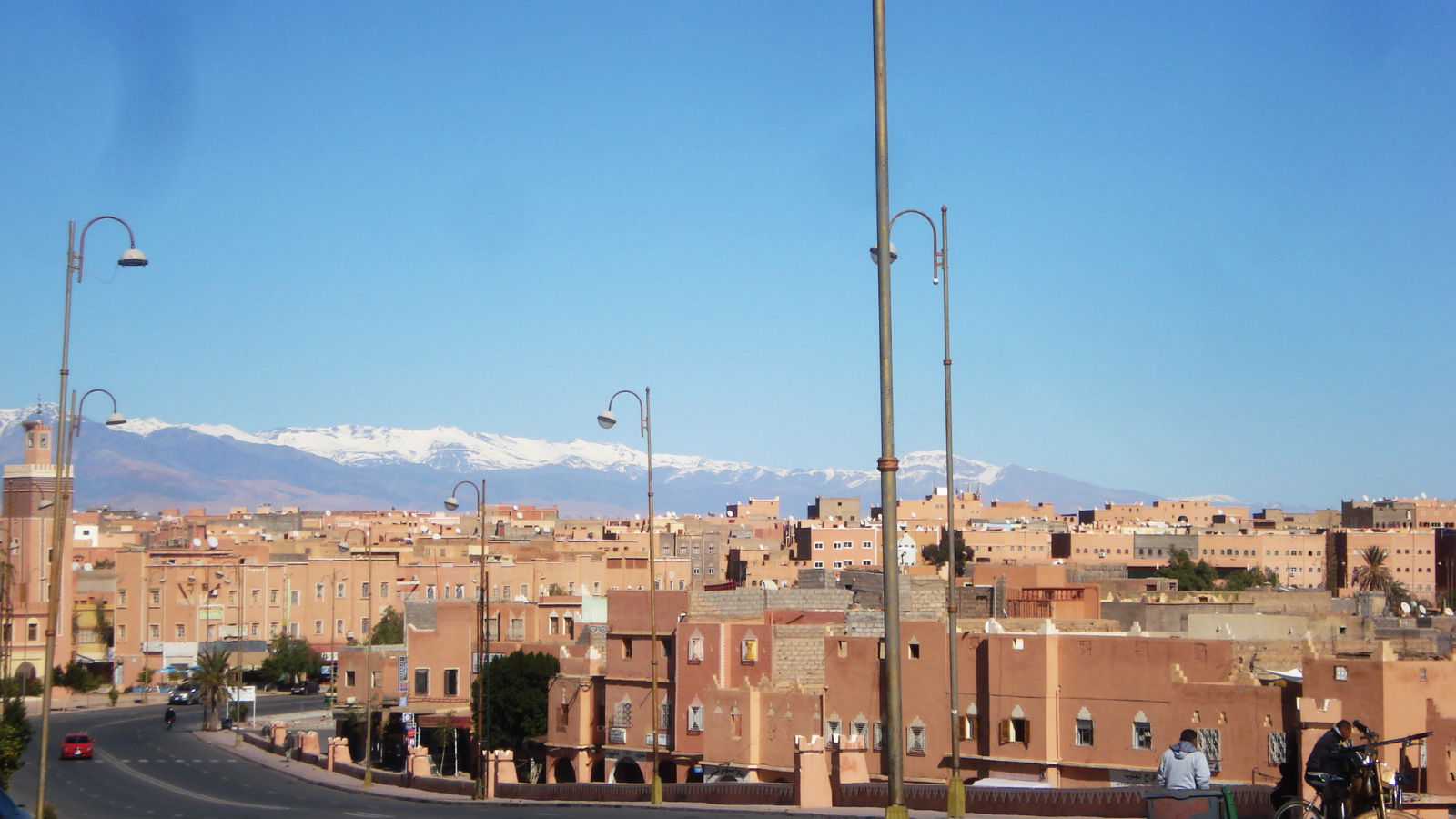
Ouarzazate – Ortsbild mit den schneebedeckten Bergen des Hohen Atlas

Ouarzazate liegt auf etwa 1120 m zwischen den Gebirgsketten des Hohen Atlas und des Antiatlas. Die Entfernung von bzw. nach Marrakesch beträgt etwa 200 km (Fahrtstrecke). In der Nähe der Stadt liegt der Stausee El Mansour Eddahbi, der, wesentlich gespeist durch den dem Hohen Atlas entspringenden Fluss Dades, seine Wasser in das Wadi Draa entlässt. Der Drâa fließt in einer eindrucksvollen Schlucht Richtung Süden durch das malerische, von Dattelpalmenhainen und kleinen Anbauflächen gesäumte, Drâa-Tal und versickert in der Sahara.

### Verkehr
Aufgrund seiner Lage ist Ouazarzate eine Drehscheibe für den Verkehr im Süden Marokkos und ein Touristenzentrum. Die Stadt ist über die Straße N9 von Marrakesch aus zu erreichen; die Fahrt dauert mit dem Bus etwa 4 bis 5 Stunden, mit dem Grand Taxi dreieinhalb Stunden. Die N10 bildet die große West-Ost-Achse im Süden Marokkos und verbindet Agadir/Inezgane mit Errachidia und Erfoud. Nördlich der Stadt befindet sich der Flughafen Ouarzazate.

### Klima
Das Klima ist trotz der Höhenlage eher wüstenartig warm – die sommerlichen Tagestemperaturen steigen nicht selten auf über 40 °C an; nachts kühlt es sich bei wolkenlosem Himmel auf bis zu 0 °C ab. Im Winter werden tagsüber Werte zwischen 10 und 20 °C erreicht; Nachtfröste sind jedoch selten. Der spärliche Regen (ca. 150 mm/Jahr) fällt nahezu ausschließlich in den Wintermonaten.

## Bevölkerung
| Jahr      | 1994   | 2004   | 2014   | 2024   |
| Einwohner | 39.203 | 56.616 | 71.067 | 79.218 |

Ouarzazate ist das wirtschaftliche Zentrum südlich des Hohen Atlas bzw. nördlich des Antiatlas; hier leben fast ausschließlich Berber. Man spricht sowohl den regionalen Berberdialekt als auch Marokkanisches Arabisch und Französisch.

## Wirtschaft und Infrastruktur

### Allgemeines
Bis zum Beginn des französischen Protektorats war Ouarzazate nur eine unbedeutende Berbersiedlung. Die Menschen lebten von der Landwirtschaft und der Viehzucht (Schafe, Ziegen, Esel); viele zogen bei zunehmender Trockenheit im späten Frühjahr mit ihren Herden in Richtung der nördlich gelegenen Berge des Hohen Atlas. Während und nach der Kolonialzeit entwickelte sich der schnell wachsende Ort zu einem Zentrum für Verkehr, Handel und Handwerk; später kamen diverse Dienstleistungseinrichtungen im Ausbildungs- und Gesundheitswesen sowie im Bank- und Versicherungsgewerbe hinzu. Auch als Drehort von Filmen spielt Ouarzazate eine große Rolle.

### Sonnenkraftwerk
Bis 2017 wird ca. 10 km nordöstlich von Ouarzazate mit 500 MW elektrischer Leistung in 3 Blöcken (170 MW, 200 MW, 130 MW) das größte solarthermische Kraftwerk der Welt gebaut. Der Bau erfolgt im Rahmen des marokkanischen Solarplans, der vorsieht, 2000 Megawatt Solarenergie bis zum Jahr 2020 zu installieren.
Die Stromerzeugung erfolgt in Block 1 und 2 über Parabolrinnen-Technik, ähnlich der Kraftwerke in Kalifornien und im Süden Spaniens (Andasol). Im dritten Block wird ein Solarturmkraftwerk gebaut, welches durch die höheren Frischdampftemperaturen eine höhere Effizienz erlaubt. Weiterhin ist als vierter Block ein reines Photovoltaikkraftwerk geplant.
Die Investition von etwa 700 Millionen Euro wird durch die Finanzierung der Europäischen Kommission, der Europäischen Investitionsbank (EIB), der französischen Entwicklungsbank (Agence Française de Développement – AFD), der Afrikanischen Entwicklungsbank und der Weltbank ermöglicht. Deutschland unterstützt dabei mit 115 Millionen Euro die erste Ausbauphase, die 160 Megawatt Leistung aufweist. Der Anlagenteil ging im Februar 2016 offiziell in Betrieb und erzeugt jährlich rund 370 Gigawattstunden elektrische Energie.
Das deutsche Umweltministerium leistet einen Zuschuss in Höhe von 15 Millionen Euro, der im Rahmen der Internationalen Klimaschutzinitiative erfolgt. Der Zuschuss wird als Eigenkapitaleinlage der staatlichen „Moroccan Agency for Solar Energy“ bei der Projektgesellschaft verwendet. Das deutsche Entwicklungshilfeministerium (BMZ) stellt über die KfW-Bank zinsverbilligte Darlehen in Höhe von 100 Millionen Euro aus dem Programm „Initiative für Klima und Umweltschutz“ zur Verfügung.

## Bildung
Die Ibnou Zohr-Universität hat eine Niederlassung in Ouarzazate.

## Geschichte
Gegründet wurde Ouarzazate von der französischen Kolonialverwaltung im Jahr 1928 als Garnisonsstadt der Fremdenlegion. Am Stadtrand liegt eine der eindrucksvollsten Kasbahs des Landes – die zu Beginn des 20. Jahrhunderts von Thami El Glaoui erbaute Kasbah Taourirt. Es handelt sich um eine der besonders großen Wohnburgen, innerhalb deren Stampflehm-Mauern auch heute noch Angehörige des Haouza-Stammes leben. Die Kasbah ist eine auch historisch interessante Anlage, da sie den Palast des El Haouzi, des Stammesfürsten, beherbergte. Etwa ein Drittel des Palastgebäudes ist heute öffentlich zugänglich.
Der letzte El Haouzi von politischer Bedeutung, Thami El Glaoui, kollaborierte in der ersten Hälfte des 20. Jahrhunderts mit den französischen Kolonialherren und spielte bis zur Unabhängigkeit eine machtvolle Rolle – zeitweise war er Pascha von Marrakesch. Sein Versuch, sich mit dem nach der Befreiung inthronisierten Mohammed V. zu versöhnen, misslang. Thami El Glaoui starb 1955.

## Sehenswürdigkeiten
Die überwiegend moderne Stadt bietet kaum Sehenswürdigkeiten. Lediglich die zu Beginn des 20. Jahrhunderts von Thami El Glaoui erbaute Kasbah Taourirt und das unmittelbar benachbarte Kasbah-Viertel lohnen einen Besuch. Auch die meist außerhalb gelegenen Filmstudios können im Rahmen von Führungen besichtigt werden.

## Filmdrehort

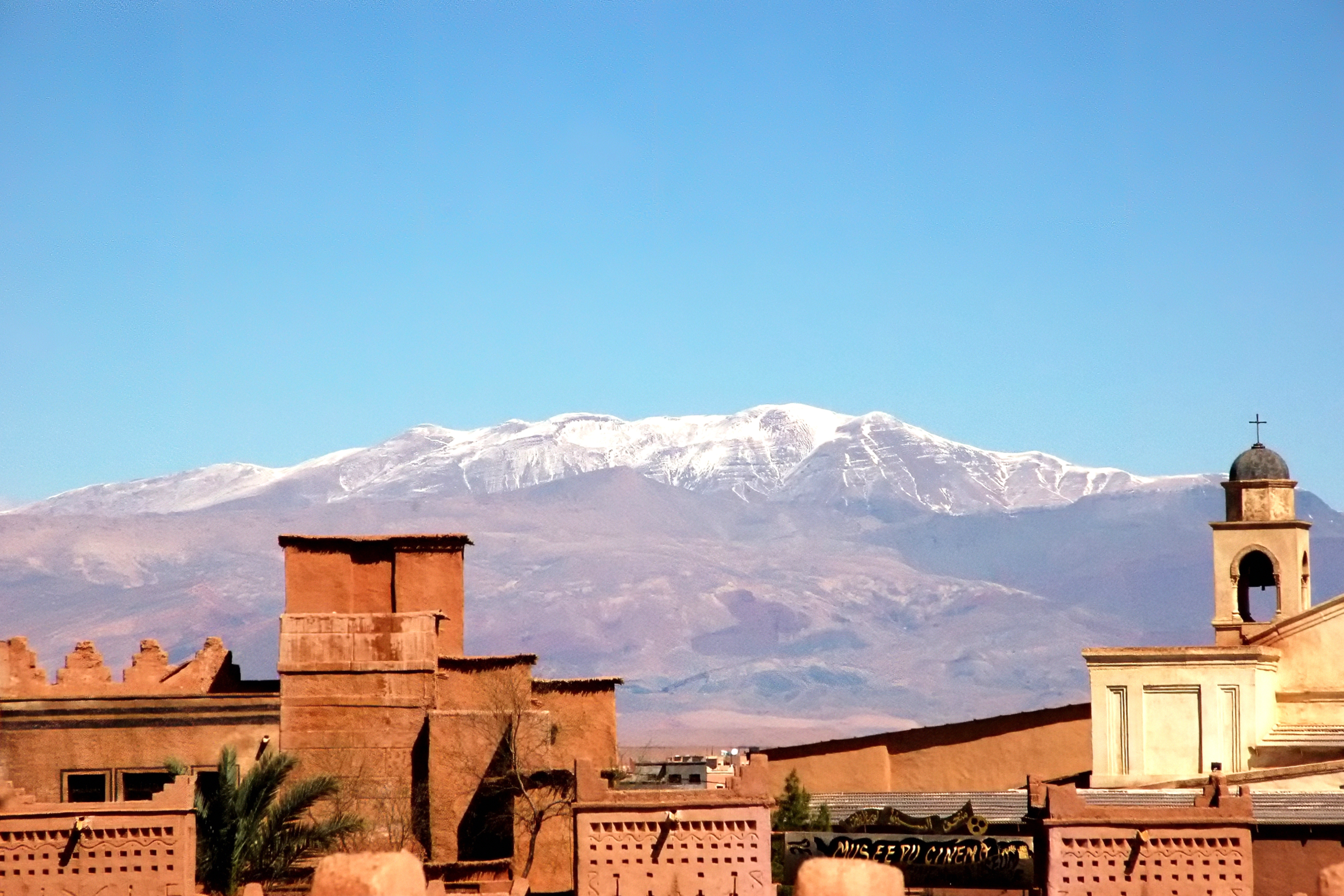
Blick über Ouarzazate mit Musée du Cinema und Atlasgebirge

In der Nähe von Ouarzazate befinden sich mehrere Filmstudios, darunter die Atlas Corporation Studios, die 1983 vom Hotelier Mohamed Belghmi gegründet wurden. Zu den bekanntesten Filmen, die in Ouarzazate gedreht wurden, gehören zahlreiche Bibel- und Monumentalverfilmungen, darunter beispielsweise Game of Thrones, Gladiator, Die Bibel – Josef, Das Jesus Video, Die Bibel (Miniserie) sowie Die Päpstin, Der Medicus und Prison Break (Serie).
Die Ankerhandlung der vernetzten Episoden des Films Babel von Alejandro González Iñárritu spielt in der Region von Ouarzazate.
In Ouarzazate befindet sich das Musée du Cinema. Das Kinomuseum wurde 2007 eröffnet und befindet sich in einem ehemaligen Studio, das 1981 von einer italienischen Filmproduktionsfirma gebaut wurde. Das Museum zeigt eine Sammlung alter Filmsets, Requisiten und Filmausrüstung.
Eine berühmte Kasbah, die ebenfalls als Filmdrehort von großer Bedeutung ist, ist das etwa 30 Kilometer nordwestlich von Ouarzazate gelegene Aït-Ben-Haddou.

## Persönlichkeiten
- Ayoub El Amloud (* 1994), Fußballspieler

## Städtepartnerschaften
- Maubeuge (Frankreich)
- Hollywood (USA)
- Casablanca (Marokko)
- Mardin (Türkei)

## Fotos

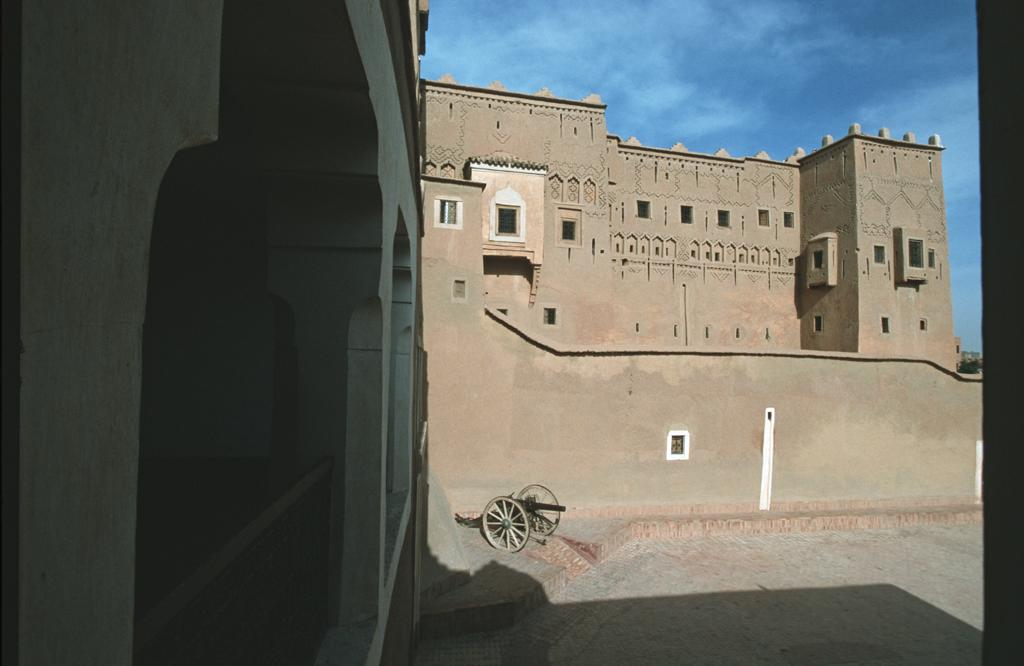
Kasbah Taourirt, Innenhof
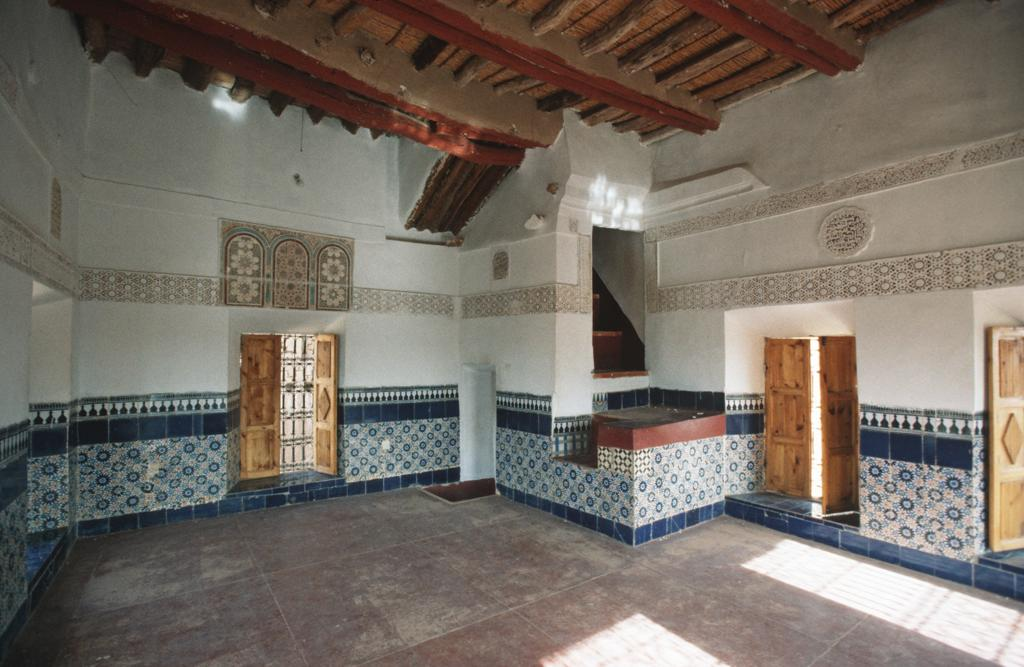
Kasbah Taourirt, Innenraum
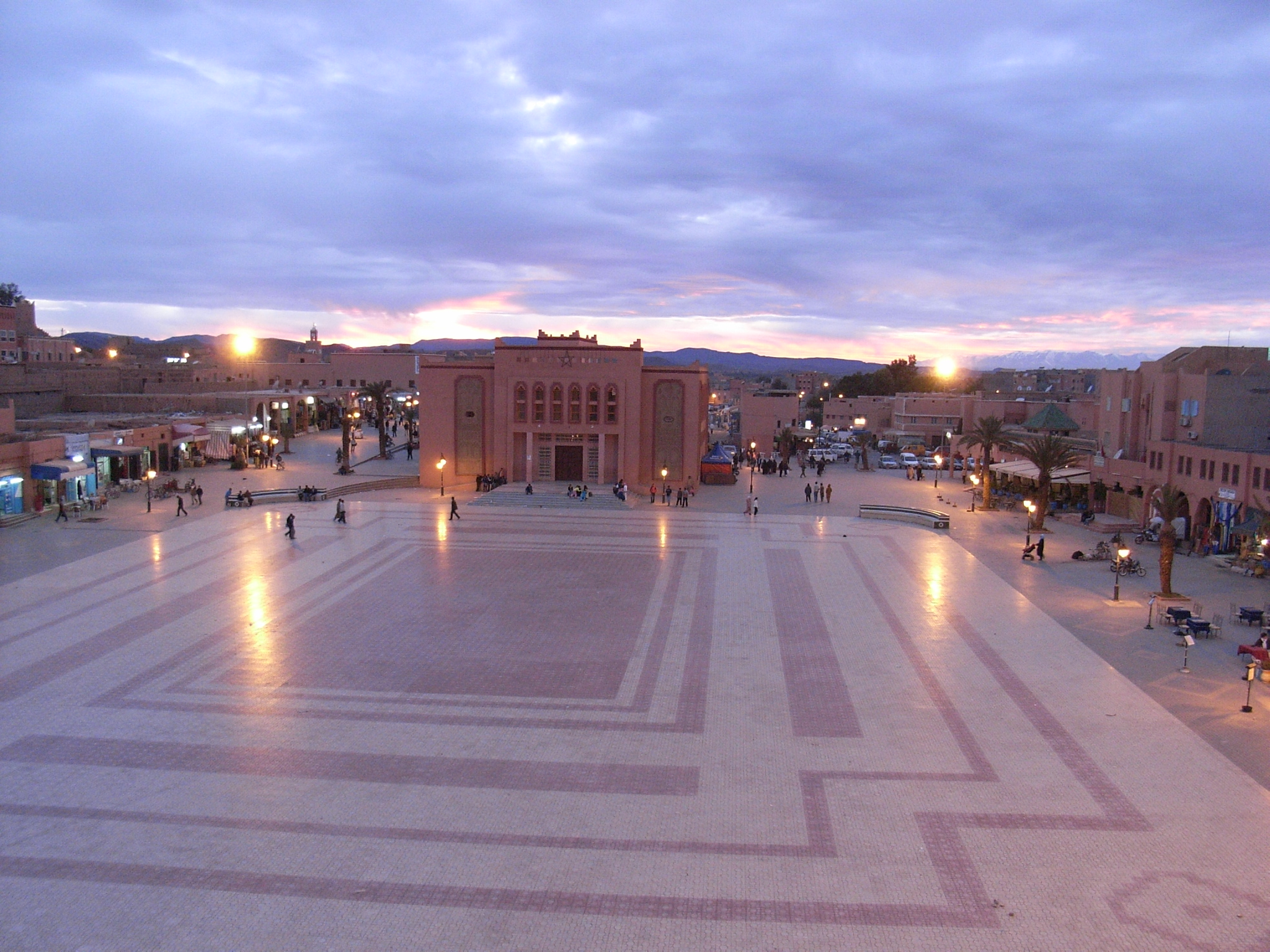
Der Hauptplatz in Ouarzazate
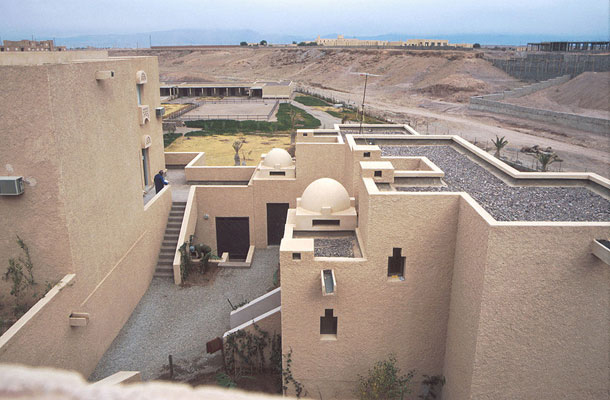
Über den Dächern von Ouarzazate
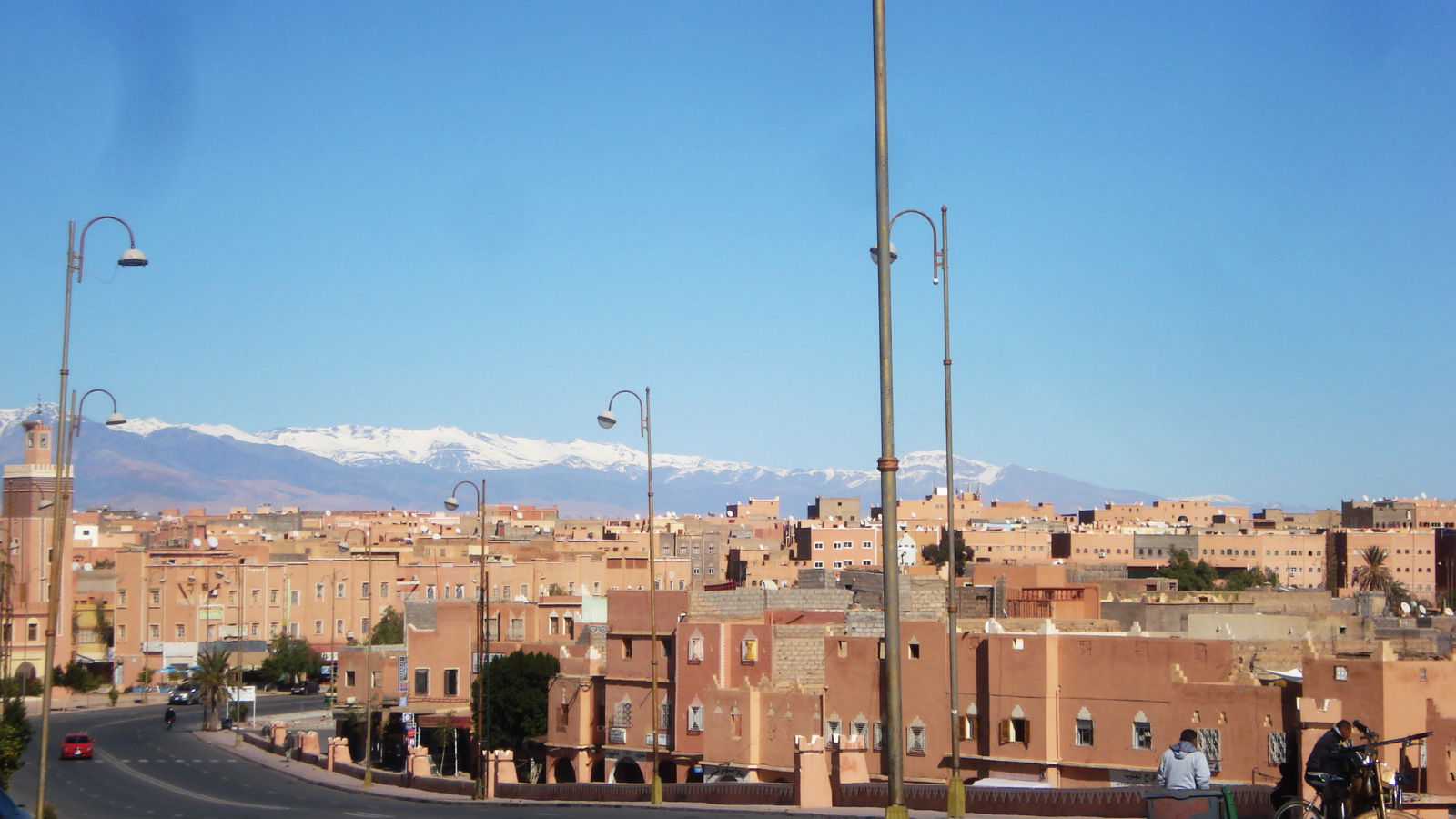
Ouarzazate (2015)
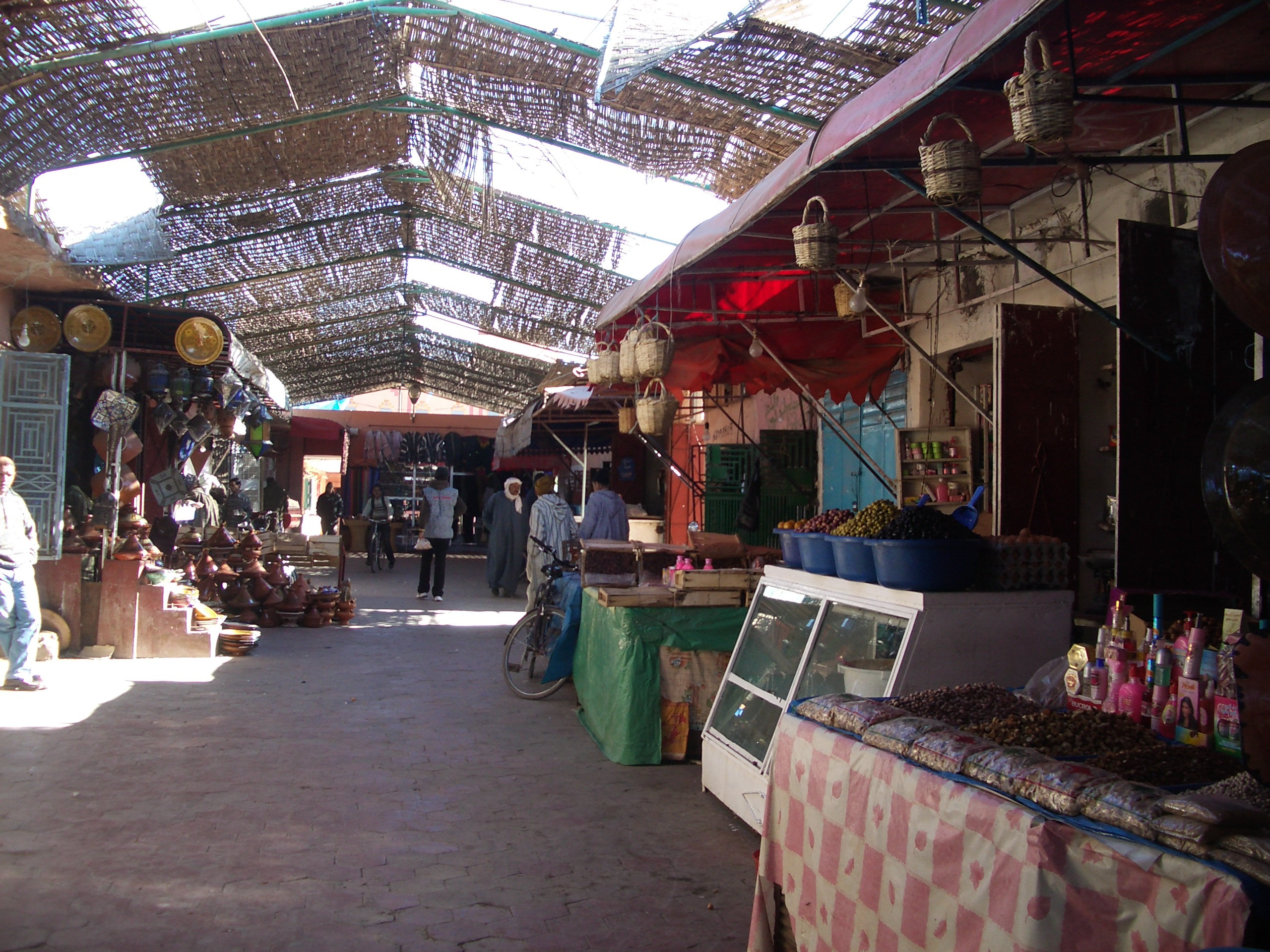
Der Souq in Ouarzazate
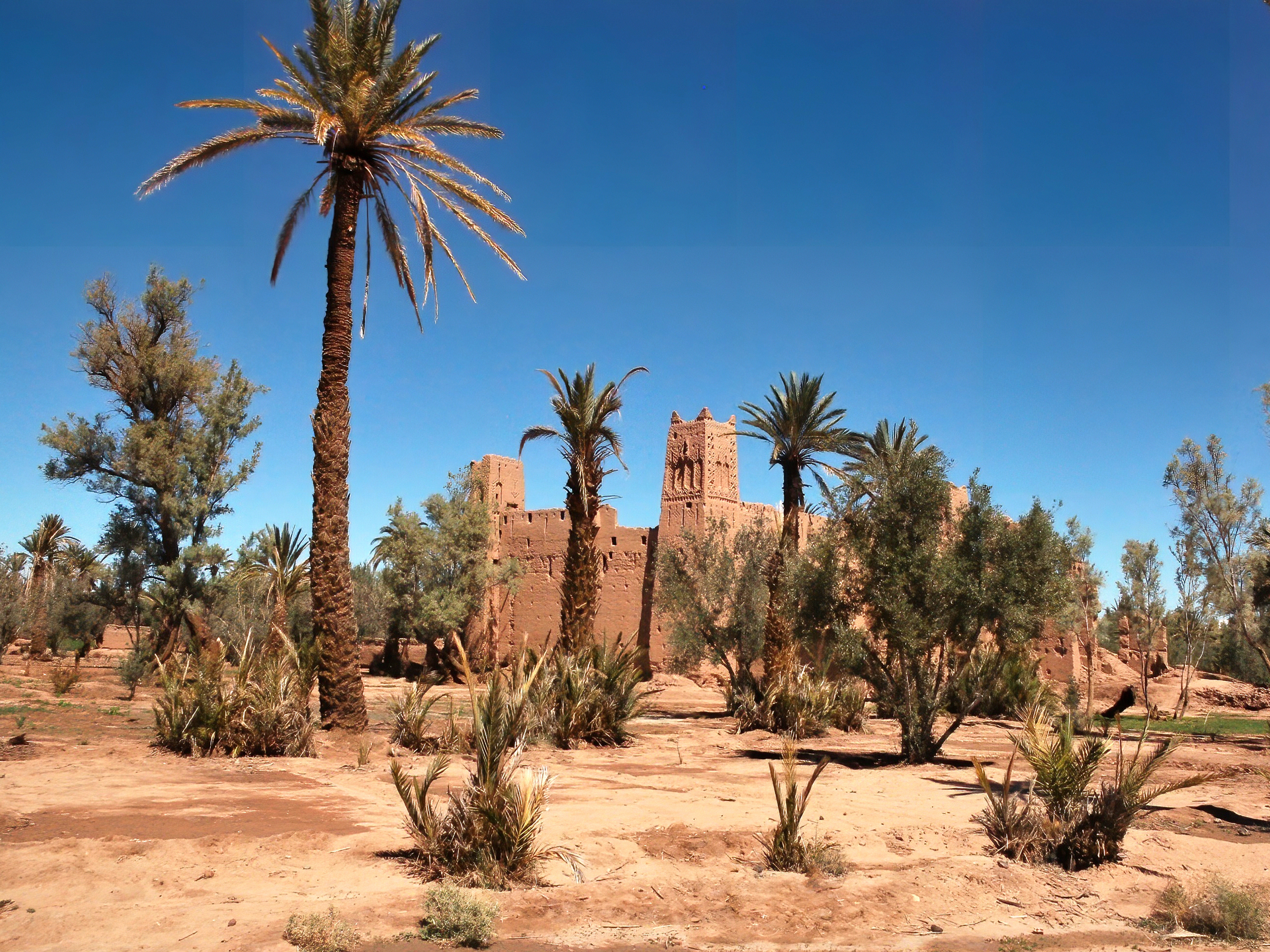
Kasbah von Ouarzazate